# Vennerne fra Officersskolen
Vennerne fra Officersskolen è un mediometraggio del 1913, diretto da Eduard Schnedler-Sørensen.

## Trama
Edmond Gardner e il suo amico Emile Ribot si sono appena diplomati tenenti all'accademia militare. Ad un ballo càpita loro di conoscere Rose Brisson, la figlia del ministro della guerra, ed entrambi se ne innamorano. Uno strano incidente accade: Rose cade dal balcone di un piano alto dell'edificio e rimane appesa al davanzale di una finestra del piano di sotto. Sarà Emile a calarsi con una corda e portarla in salvo.
Mentre Edmond chiede la mano di Rose e viene rifiutato, Emile si mette in buona luce presso il ministro (e, di nuovo, verso la figlia) mostrandogli i progetti di una nuova arma contraerea che sta ideando. Il giovane tenente e Rose iniziano la loro relazione amorosa, mentre Edmond è roso dall'invidia. Dapprima chiede all'amico di vendergli l'invenzione; al rifiuto di questi, mentre l'arma è stata approvata da un'équipe di esperti e se ne inizia la costruzione a Slotsholmen, cerca di uccidere Emile facendo brillare una mina nelle acque adiacenti l'arsenale, ma fallisce.
Giunge il giorno della presentazione ufficiale della nuova arma alle autorità. In quell'occasione si visitano i complessi i macchinari del cantiere navale: Edmond apprende dei sistemi di sicurezza che li proteggono, poi, rimasto solo, aziona una valvola che avrebbe fatto saltare l'intero stabilimento, e, subito dopo, si uccide con un colpo di rivoltella. Ma prima della deflagrazione si scopre la manomissione, e ancora una volta l'attentato non ha esito.
Il ministro della guerra conferisce una decorazione a Emile, e, verosimilmente, gli dà la sua benedizione come genero.

## Produzione
La pellicola consta di due bobine per una lunghezza complessiva di 630 metri.
Copie della pellicola sono presenti presso il Det Danske Filmmuseum di Copenaghen e l'Het Nederlands Filmmuseum di Amsterdam, che ne hanno congiuntamente realizzato un restauro con un co-finanziamento del Progetto Lumière-Media dell'Unione europea.

## Distribuzione
Vennerne fra Officersskolen è uscito in Danimarca, distribuito dalla Fotorama, il 17 febbraio 1913; è stato successivamente distribuito nel Regno Unito (24 marzo 1913), in Germania, in Francia e in Finlandia, dove è uscito il 15 settembre dello stesso anno.
Il film è conosciuto in Danimarca anche col titolo Krydsede Klinger, ed internazionalmente coi titoli Gekreuzte Klingen, Amour et cliquetis d'épées, Crossed Swords.
Vennerne fra Officersskolen è visionabile su YouTube, con didascalie inglesi.